# سيدي نعمان (ولاية المدية)
سيدي نعمان، بلدية بدائرة سيدي نعمان ولاية المدية الجزائرية.

## الموقع الجغرافي
تحتل بلدية سيدي نعمان موقعا جغرافيا هاما بحيث تتوسط تراب ولاية المدية يحدها من الجهة الغربية بلدية البرواقية وأولاد ذايد ومن الجهة الشمالية كلا من بلديتي بوشراحيل والعمارية ومن الجهة الجنوبية تحدها بلدية خمس جوامع ومن الجهة الشرقية بلديتي بوسكن وسيدي الربيع.

## قرى البلدية
بلدية سيدي نعمان تضم العديد من المداشر مثل:
سيدي محي الدين، الشواردية، الزاوية، المرابطين، الشرايطية، أولاد حاجي، النشاشدة، منداس، البسباس، بعطة، المعايفية، الطوالب، سيدي يوسف، الروايسية، أولاد فاطمة، أولاد عيسى والخنق والتواهمية

## المؤسسات التربوية
- 01 ثانوية عامة: ثانوية مولودقاسم نايت بلقاسم تقع في مركز البلدية.
- 03 متوسطات: أقدمها متوسطة الشهيد عيدون رمضان بالإضافة إلى متوسطة الشهيد ڨنتور أحمد ومتوسطة الشهيد بوعتو عبد القادر / تقع كلها في مركز البلدية.
- 17 مدرسة ابتدائية: تتوزع على كامل تراب البلدية في القرى والمداشر.

## نشاطات البلدية

### الزراعة
ما يميز هذه البلدية إمتلاكها لموارد مائية ووديان على غرار البلدان الأخرى واهمها «وادي المالح »، «وادي البسباس» ، «وادي ياڨور»، «وادي العذرات» حيث هذا الاخير تم إنشاء فيه سد مائي على مستوى المنطقة الحدودية مع بلدية العمارية، وأنها تتمتع أيضا بتربة خصبة تصلح لزراعة أغلب المنتجات الزراعية ومنها الحبوب كالقمح والشعير والقمح اللين والخرطان وزراعة البقول كالفول والحمص والعدس والجلبانة. كما تشتهر أيضا بزراعة الخضار كالبطاطا والجزر واللفت والبصل والفلفل والبطيخ، ودون أن ننسى أنها في السنوات الأخيرة بدأت تنتشر فيها زراعة الأشجار المثمرة خاصة التفاح، كما تعتبر هذه البلدية رائدة في زراعة الثوم بكل أنواعه.

### تربية الحيوانات والدواجن
بالنسبة لتربية الحيونات نجد تربية المواشي كالأغنام والأبقار والماعز وإنتاج مادة الحليب الضرورية جدا. كما أن بلدية سيدي نعمان تعتبر رائدة في تربية الدواجن واللحوم البيضاء بفضل مشاريع الاستثمار المختلفة وقروض التنمية الريفية وتشغيل الشباب وهي السياسة المنتهجة من قبل السلطات الجزائرية في الآونة الأخيرة.